# 湖源乡 (三明市)
湖源乡，是中华人民共和国福建省三明市沙县下辖的一个乡镇级行政单位。

## 行政区划
湖源乡下辖以下地区：
圳头村、锦街村、锦湖村、城前村和西洋村。